# 小行星73703
小行星73703（73703 Billings）是一颗绕太阳运转的小行星，为主小行星带小行星。该小行星于1991年10月6日发现。
該小行星以加拿大地球物理學家和業餘天文學家蓋瑞·W·比林斯（Gary W. Billings）命名。

## 轨道参数
小行星73703的轨道半长轴为3.0798655 UA，离心率为0.046。